# Torneo dell'UEMOA 2007
Il Torneo dell'UEMOA 2007 (2007 UEMOA Tournament) fu la prima edizione del Torneo dell'UEMOA, competizione calcistica per nazione organizzata dall'UEMOA. La competizione si svolse in Burkina Faso dal 28 ottobre al 4 novembre 2007 e vide la partecipazione di otto squadre: Burkina Faso, Benin, Costa d'Avorio, Guinea-Bissau, Mali, Niger, Senegal e Togo.

## Formula
- Qualificazioni

Nessuna fase di qualificazione. Le squadre sono qualificate direttamente alla fase finale.
- Fase finale

Fase a gruppi - 8 squadre, divise in due gruppi da quattro squadre. Giocano partite di sola andata, le prime classificate si qualificano per la finale.
Fase a eliminazione diretta - 2 squadre, giocano partite di sola andata. La vincente si laurea campione UEMOA.

## Stadi
| Ouagadougou     | Ouagadougou (Burkina Faso) |
| --------------- | -------------------------- |
| Stade du 4 Août | Ouagadougou (Burkina Faso) |
| Capienza: -     | Ouagadougou (Burkina Faso) |
|                 | Ouagadougou (Burkina Faso) |

## Squadre partecipanti
| Pr. | Squadra        | Data di qualificazione certa | Partecipante in quanto                                         | Partecipazioni precedenti al torneo | Ultima presenza |
| --- | -------------- | ---------------------------- | -------------------------------------------------------------- | ----------------------------------- | --------------- |
| 1   | Burkina Faso   | -                            | Rappresentativa della nazione organizzatrice della fase finale | -                                   | Esordiente      |
| 2   | Benin          | -                            | Qualificata di diritto                                         | -                                   | Esordiente      |
| 3   | Costa d'Avorio | -                            | Qualificata di diritto                                         | -                                   | Esordiente      |
| 4   | Guinea-Bissau  | -                            | Qualificata di diritto                                         | -                                   | Esordiente      |
| 5   | Mali           | -                            | Qualificata di diritto                                         | -                                   | Esordiente      |
| 6   | Niger          | -                            | Qualificata di diritto                                         | -                                   | Esordiente      |
| 7   | Senegal        | -                            | Qualificata di diritto                                         | -                                   | Esordiente      |
| 8   | Togo           | -                            | Qualificata di diritto                                         | -                                   | Esordiente      |

Nella sezione "partecipazioni precedenti al torneo", le date in grassetto indicano che la nazione ha vinto quella edizione del torneo, mentre le date in corsivo indicano la nazione ospitante.

## Fase finale

### Fase a gruppi

#### Gruppo A

##### Classifica
| Pos | Squadra      | P.ti | G | V | N | P | GF | GS | DR |
| --- | ------------ | ---- | - | - | - | - | -- | -- | -- |
| 1   | Niger        | 7    | 3 | 2 | 1 | 0 | 5  | 3  | +2 |
| 2   | Burkina Faso | 5    | 3 | 1 | 2 | 0 | 2  | 1  | +1 |
| 3   | Senegal      | 2    | 3 | 0 | 2 | 1 | 2  | 3  | -1 |
| 4   | Togo         | 1    | 3 | 0 | 1 | 2 | 2  | 4  | -2 |

Niger qualificata alla finale.

##### Risultati
| Ouagadougou 28 ottobre 2007 | Burkina Faso | 0 – 0 | Niger | Stade du 4 Août |

| Ouagadougou 28 ottobre 2007 | Senegal | 0 – 0 | Togo | Stade du 4 Août |

| Ouagadougou 30 ottobre 2007                                      | Niger     | 2 – 1             | Togo | Stade du 4 Août |
| \| \| \| \| \| Sank 7’, 79’ \| Marcatori \| 81’ (rig.) Amewou \| |           |                   |      |                 |
|                                                                  |           |                   |      |                 |
| Sank 7’, 79’                                                     | Marcatori | 81’ (rig.) Amewou |      |                 |

| Ouagadougou 30 ottobre 2007 | Senegal | 0 – 0 | Burkina Faso | Stade du 4 Août |

| Ouagadougou 1 novembre 2007                                               | Burkina Faso | 2 – 1        | Togo | Stade du 4 Août |
| \| \| \| \| \| Ouattara 20’ Coulibaly 89’ \| Marcatori \| 30’ Fousséni \| |              |              |      |                 |
|                                                                           |              |              |      |                 |
| Ouattara 20’ Coulibaly 89’                                                | Marcatori    | 30’ Fousséni |      |                 |

| Ouagadougou 1 novembre 2007                                                  | Niger     | 3 – 2          | Senegal | Stade du 4 Août |
| \| \| \| \| \| Laouali 3’ Idrissa 19’, 38’ \| Marcatori \| 78’, 88’ Gueye \| |           |                |         |                 |
|                                                                              |           |                |         |                 |
| Laouali 3’ Idrissa 19’, 38’                                                  | Marcatori | 78’, 88’ Gueye |         |                 |

#### Gruppo B

##### Classifica
| Pos | Squadra        | P.ti | G | V | N | P | GF | GS | DR |
| --- | -------------- | ---- | - | - | - | - | -- | -- | -- |
| 1   | Costa d'Avorio | 9    | 3 | 3 | 0 | 0 | 8  | 0  | +8 |
| 2   | Mali           | 6    | 3 | 2 | 0 | 1 | 7  | 2  | +5 |
| 3   | Benin          | 1    | 3 | 0 | 1 | 2 | 1  | 5  | -4 |
| 4   | Guinea-Bissau  | 1    | 3 | 0 | 1 | 2 | 1  | 10 | -9 |

Costa d'Avorio qualificata alla finale.

##### Risultati
| Ouagadougou 29 ottobre 2007                                               | Costa d'Avorio | 5 – 0 | Guinea-Bissau | Stade du 4 Août |
| \| \| \| \| \| Ourago 15’, 64’ Babou 38’, 57’ Wawa 43’ \| Marcatori \| \| |                |       |               |                 |
|                                                                           |                |       |               |                 |
| Ourago 15’, 64’ Babou 38’, 57’ Wawa 43’                                   | Marcatori      |       |               |                 |

| Ouagadougou 29 ottobre 2007                                           | Benin     | 0 – 3                               | Mali | Stade du 4 Août |
| \| \| \| \| \| \| Marcatori \| 7’ Diallo 40’ Dembélé 66’ Coulibaly \| |           |                                     |      |                 |
|                                                                       |           |                                     |      |                 |
|                                                                       | Marcatori | 7’ Diallo 40’ Dembélé 66’ Coulibaly |      |                 |

| Ouagadougou 31 ottobre 2007                                             | Guinea-Bissau | 0 – 4                                 | Mali | Stade du 4 Août |
| \| \| \| \| \| \| Marcatori \| 45’ Kanté 76’, 90’ Dembélé 83’ Traoré \| |               |                                       |      |                 |
|                                                                         |               |                                       |      |                 |
|                                                                         | Marcatori     | 45’ Kanté 76’, 90’ Dembélé 83’ Traoré |      |                 |

| Ouagadougou 31 ottobre 2007                    | Benin     | 0 – 1        | Costa d'Avorio | Stade du 4 Août |
| \| \| \| \| \| \| Marcatori \| 72’ Amangoua \| |           |              |                |                 |
|                                                |           |              |                |                 |
|                                                | Marcatori | 72’ Amangoua |                |                 |

| Ouagadougou 2 novembre 2007                                   | Costa d'Avorio | 2 – 0 | Mali | Stade du 4 Août |
| \| \| \| \| \| Babou 67’ (rig.) 69’ (rig.) \| Marcatori \| \| |                |       |      |                 |
|                                                               |                |       |      |                 |
| Babou 67’ (rig.) 69’ (rig.)                                   | Marcatori      |       |      |                 |

| Ouagadougou 2 novembre 2007                     | Guinea-Bissau | 1 – 1 | Benin | Stade du 4 Août |
| \| \| \| \| \| Nunes 41’ \| Marcatori \| 71’ \| |               |       |       |                 |
|                                                 |               |       |       |                 |
| Nunes 41’                                       | Marcatori     | 71’   |       |                 |

### Fase a eliminazione diretta

#### Tabellone
|  | Finale         |                |   |  |
|  |                |                |   |  |
|  | Costa d'Avorio | Costa d'Avorio | 2 |  |
|  | Niger          | Niger          | 0 |  |

#### Finale
| Ouagadougou 4 novembre 2007                         | Costa d'Avorio | 2 – 0 | Niger | Stade du 4 Août |
| \| \| \| \| \| Adou 11’ Koné 37’ \| Marcatori \| \| |                |       |       |                 |
|                                                     |                |       |       |                 |
| Adou 11’ Koné 37’                                   | Marcatori      |       |       |                 |